# Société Nationale de Constructions Aéronautiques du Sud-Est
Société Nationale de Constructions Aéronautiques du Sud-Est, mais conhecida por SNCASE ou Sud-Est, foi uma empresa aeroespacial francesa. Em 1957 fundiu-se com a SNCASO (Société Nationale de Constructions Aéronautiques du Sud-est), formando a Sud Aviation.